# Wortelpeterselie

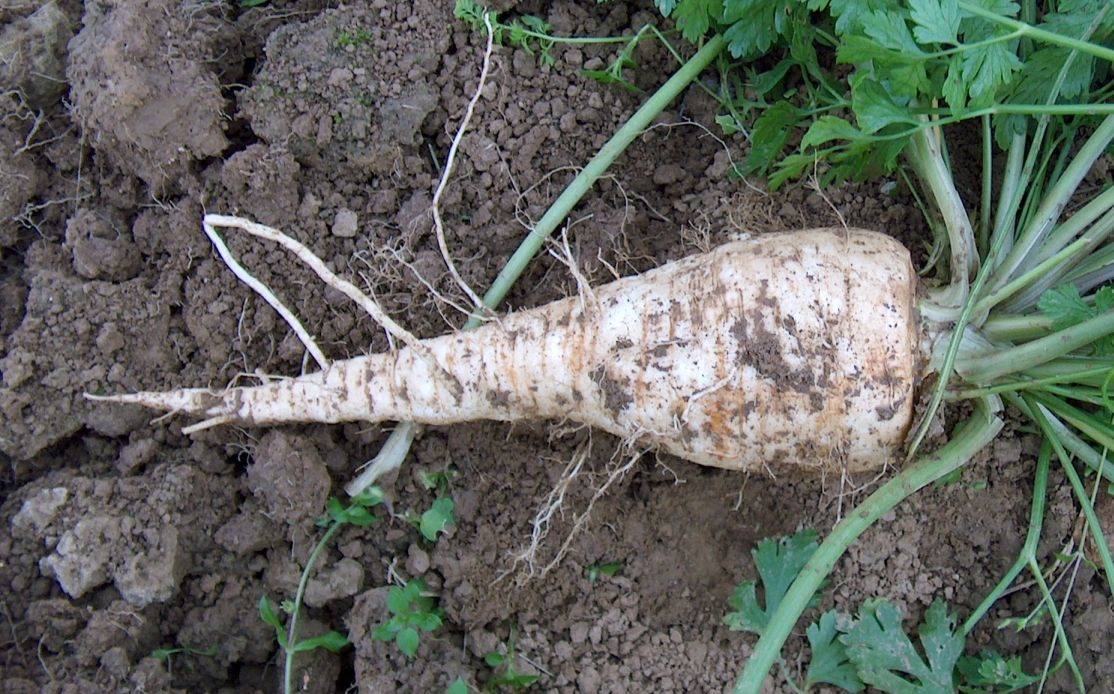
Wortel van de wortelpeterselie

De wortelpeterselie (Petroselinum crispum var. tuberosum) is een variëteit van de peterselie, die hoofdzakelijk om zijn tot 15 cm lange, witte penwortel wordt gekweekt.
De wortel lijkt op een kleine uitvoering van de pastinaak. De smaak lijkt op pastinaak en knolselderij. De wortel is rijk aan vitamine B2 en vitamine C. De wortels kunnen als groente worden geserveerd of in soepen en stamppotten worden verwerkt. Het blad kan op dezelfde manier als bladpeterselie worden gebruikt.
Wortelpeterselie past in een koolhydraatarm dieet en kan daarbij als aardappelvervanger worden gebruikt.
De plant kan van maart tot juli worden gezaaid. Er kan vanaf oktober worden geoogst.
De voedingswaarde van 100 gram verse wortelpeterselie is:
| Energetische waarde | 92 kJ (22 kcal) |
| Koolhydraten        | 2 gram          |
| Eiwit               | 2,9 gram        |
| Vet                 | 0,6 gram        |
| Vitamine C          | 41 mg           |
| Caroteen            | 0,03 mg         |
| Vitamine B1         | 0,10 mg         |
| Vitamine B2         | 0,09 mg         |
| Calcium             | 40 mg           |
| IJzer               | 0,6 mg          |